# Peter Vodopivec
Peter Vodopivec (ur. 7 lipca 1946 w Belgradzie) – słoweński historyk zajmujący się historią XIX-XX wieku, laureat Nagrody Felczaka i Wereszyckiego w 2009.

## Życiorys
Syn profesorów prawa: Vlada i Katji Vodopivców. W 1965 rozpoczął studia na wydziale filozoficznym Uniwersytetu w Lublanie. Pod koniec lat 60. działał w studenckim ruchu młodzieżowym w Słowenii. W 1971 ukończył studia historyczne na Uniwersytecie w Lublanie. Tam też w 1978 obronił pracę doktorską pt. Socialni in gospodarski nazori v slovenskih in sosednjih pokrajinah v predmarčni dobi (promotor: prof. Fran Zwitter). Po obronie doktoratu zajmował się epoką oświecenia, prowadząc badania we Francji i w Stanach Zjednoczonych. W roku 1979 uzyskał stopień docenta, w 1985 profesora nadzwyczajnego, a w 1990 zwyczajnego.

## Działalność polityczna
W 1980 należał do grona założycieli czasopisma alternatywnego Nova revija. W 1989 był jednym z pierwszych członków Słoweńskiego Związku Demokratycznego. W 1992 zrezygnował z działalności politycznej i poświęcił się pracy naukowej.

## Działalność naukowa
Peter Vodopivec do 2012 pracował w Instytucie Historii Nowoczesnej w Lublanie, a następnie przeszedł na emeryturę. Zajmował się głównie społeczno-ekonomiczną historią Słowenii w XIX w., a także stosunkami międzynarodowymi w okresie międzywojennym. Jest autorem 5 książek. Za monografię Od Pohlinove slovnice do samostojne države : Slovenska zgodovina od konca 18. stoletja do konca 20. stoletja otrzymał nagrodę Klio, a w 2009 został wyróżniony Nagrodą im. Henryka Wereszyckiego i Wacława Felczaka. W 2014 odznaczony medalem Konstanina Jirečka za zasługi w badaniach nad dziejami Europy Południowo-Wschodniej.

## Publikacje
- Luka Knafelj in štipendisti njegove ustanove, Lublana 1971.
- O gospodarskih in socialnih nazorih na Slovenskem v 19. stoletju, Lublana 2006.
- Od Pohlinove slovnice do samostojne države : Slovenska zgodovina od konca 18. stoletja do konca 20. stoletja, Lublana 2006.
- Slowenische Geschichte : Gesellschaft – Politik – Kultur. Graz 2008 (współautor)
- Francoski inštitut v Ljubljani 1921-1947 = Lʼinstitut français de Ljubljana 1921-1947. Lublana 2013.